# Nico Gobits
Nathan (Nico) Gobits (Amsterdam, 15 mei 1906 – Sydney, 1991) was een Nederlandse biljarter. Hij nam tussen seizoen 1934–1935 en 1945–1946 zes keer deel aan het Nederlands kampioenschap driebanden in de ereklasse.

## Deelname aan Nederlandse kampioenschappen in de Ereklasse
| Nr. | Kampioenschap        | Plaats    | Klassering | Alg. gemiddelde |
| --- | -------------------- | --------- | ---------- | --------------- |
| 1.  | Driebanden 1934–1935 | Tilburg   | 3e         | 0,508           |
| 2.  | Driebanden 1936–1937 | Amsterdam | 6e         | 0,551           |
| 3.  | Driebanden 1937–1938 | Amsterdam | 5e         | 0,576           |
| 4.  | Driebanden 1938–1939 | Amsterdam | 8e         | 0,577           |
| 5.  | Driebanden 1939–1940 | Amsterdam | 5e         | 0,590           |
| 6.  | Driebanden 1945–1946 | Tilburg   | 4e         | 0,514           |